# El agua en el suelo
El agua en el suelo  es un drama español dirigido por Eusebio Fernández Ardavín y estrenado en el año 1934. Fue la primera película sonora española, rodada en los Estudios CEA de Madrid. El guion es una adaptación de una comedia de los Hermanos Álvarez Quintero. Se estrenó el 14 de abril de 1934, en el cine Lírico de Valencia y el 16 de abril de 1934, en el madrileño cine Callao.

## Argumento
Un hombre anónimo escribe unos versos y los envía a la prensa calumniando a un sacerdote de una familia próspera, insinuando que mantiene relaciones con una feligresa de su congregación, con el perjuicio que ello le supone a él y a su familia, además de a la feligresa.